# Ctenochira extricata
Ctenochira extricata là một loài tò vò trong họ Ichneumonidae.